# Andrew McLachlan

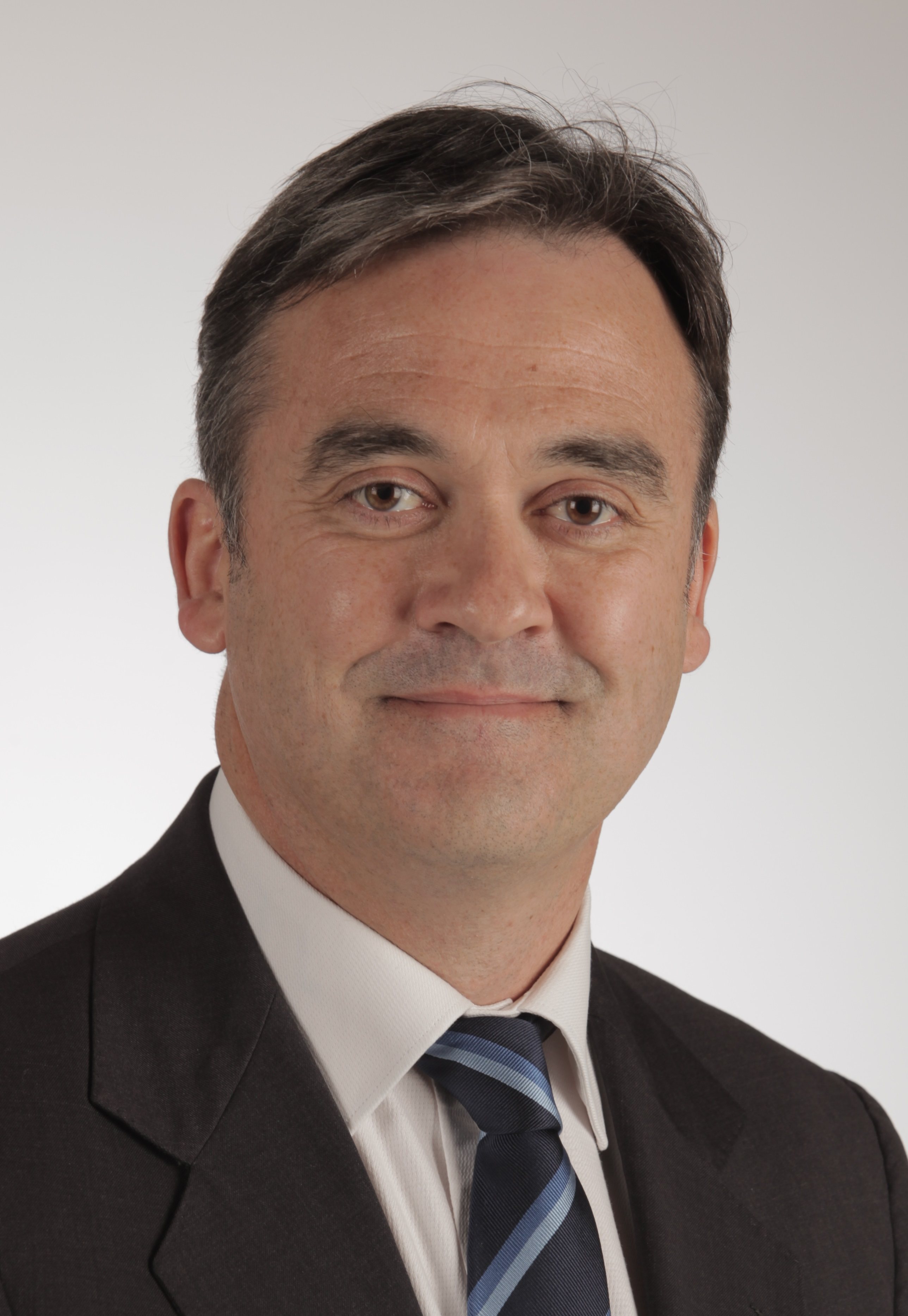
Andrew McLachlan (2014)

Andrew Lockhart McLachlan, CSC, CStJ (* 14. Januar 1966 in Adelaide, South Australia) ist ein australischer Politiker der Liberal Party of Australia, der unter anderem von 2014 bis 2020 Mitglied des South Australian Legislative Council sowie zwischen 2018 und 2020 Präsident des Legislativrates war. Seit 2020 ist er Mitglied des Australischen Senats und seit 2022 stellvertretender Präsident des Bundessenats.

## Leben

### Jurist, Reserveoffizier, Mitglied und Präsident desSouth Australian Legislative Council
Andrew Lockhart McLachlan begann nach dem Besuch des 1847 gegründeten St Peter’s College in Adelaide ein Studium der Rechtswissenschaften an der University of Adelaide, welches er 1987 mit einem Bachelor of Laws (LL.B.) beendete. Nachdem er nach seiner anwaltlichen Zulassung zwischen 1989 und 1991 als Solicitor tätig gewesen war, begann er ein postgraduales Studium der Rechtswissenschaften an der University of Edinburgh und schloss dieses 1993 mit einem Master of Laws (LL.M.) ab. Nach seiner Rückkehr war er zwischen 1993 und 1996 als leitender Mitarbeiter in einer Anwaltskanzlei sowie im Anschluss von 1996 bis 2011 in Führungspositionen bei Finanzdienstleistungsinstituten tätig. Während dieser Zeit absolvierte er ein weiteres postgraduales Studium der Fachrichtung Management an der Australian Graduate School of Management der University of New South Wales (UNSW) in Sydney und schloss dieses 2002 mit einem Master of Business Administration (MBA) ab.
Er trat zugleich 1993 als Reserveoffizier in die Reserve der Australian Army ein und gehörte dieser bis 2018 an, wobei er zuletzt zum Oberst (Colonel) befördert wurde. Für herausragende Leistungen als Oberstleutnant (Lieutenant Colonel) und Gruppenführer des Rechtskorps des Heeres (Australian Army Legal Corps) für den Bundesstaat South Australia zur Unterstützung der Einheiten der Australischen Verteidigungsstreitkräfte ADF (Australian Defence Force), insbesondere der dort stationierten 9. Brigade wurde ihm am 11. Juni 2007 das Conspicuous Service Cross (CSC) verliehen. Er war zwischen 2011 und 2014 Aufsichtsratsmitglied in Finanzdienstleistungsinstituten sowie zugleich von 2012 bis 2014 Direktor des Internationalen Zentrums für Finanzdienstleistungen der University of Adelaide.
Am 15. März 2014 wurde Andrew McLachlan für die Liberal Party als Nachfolger von Ann Bressington erstmals zum Mitglied des South Australian Legislative Council gewählt, des Oberhauses des Parlaments von South Australia, und gehörte diesem bis zu seinem Mandatsverzicht am 6. Februar 2020 an, woraufhin seine Parteifreundin Nicola Centofanti dieses Mandat übernahm. Er war während seiner Parlamentszugehörigkeit in der 53. und 54. Legislaturperiode unter anderem vom 6. Mai 2014 bis zum 6. Februar 2020 Mitglied des Druckereiausschusses, zwischen 6. Mai 2014 und dem 17. März 2018 des Prüfungsausschusses für Gesetzgebung sowie vom 21. Mai 2014 bis zum 6. Februar 2020 des Ausschusses für Haushalt und Finanzen. Ferner fungierte er zwischen dem 11. Februar 2015 und dem 6. Februar 2015 als Mitglied des Ausschusses für Kriminalität und öffentliche Integrität sowie vom 25. Februar 2015 bis zum 6. Februar 2020 ferner des Ausschusses für die Reform der Notdienste.
Nach der Wahl vom 17. März 2018 wurde McLachlan auf der konstituierenden Sitzung des 54. Parlaments am 3. Mai 2018 als Nachfolger von Russell Wortley von der Australian Labor Party (ALP) schließlich zum Präsidenten des Legislative Council gewählt und bekleidete dieses Amt ebenfalls bis zu seinem Rücktritt am 6. Februar 2020, woraufhin sein Parteifreund Terry Stephens ihn ablöst. Zugleich war er vom 3. Mai 2018 bis zum 31. Dezember 2019 Mitglied des Gemeinsamen Ausschusses für parlamentarische Dienste (Joint Parliamentary Services Committee).

### Mitglied und stellvertretender Präsident des Australischen Senats
Andrew McLachlan, der auch Commander des Venerable Order of Saint John (CStJ), wurde für die Liberal Party nach dem Mandatsverzicht von Cory Bernardi am 20. Januar 2020 gemäß Artikel 15 der Verfassung von Australien zum Mitglied des Australischen Senats für den Bundesstaat South Australia gewählt und gehört diesem nach der Wiederwahl bei der Parlamentswahl in Australien am 21. Mai 2022 seither an.

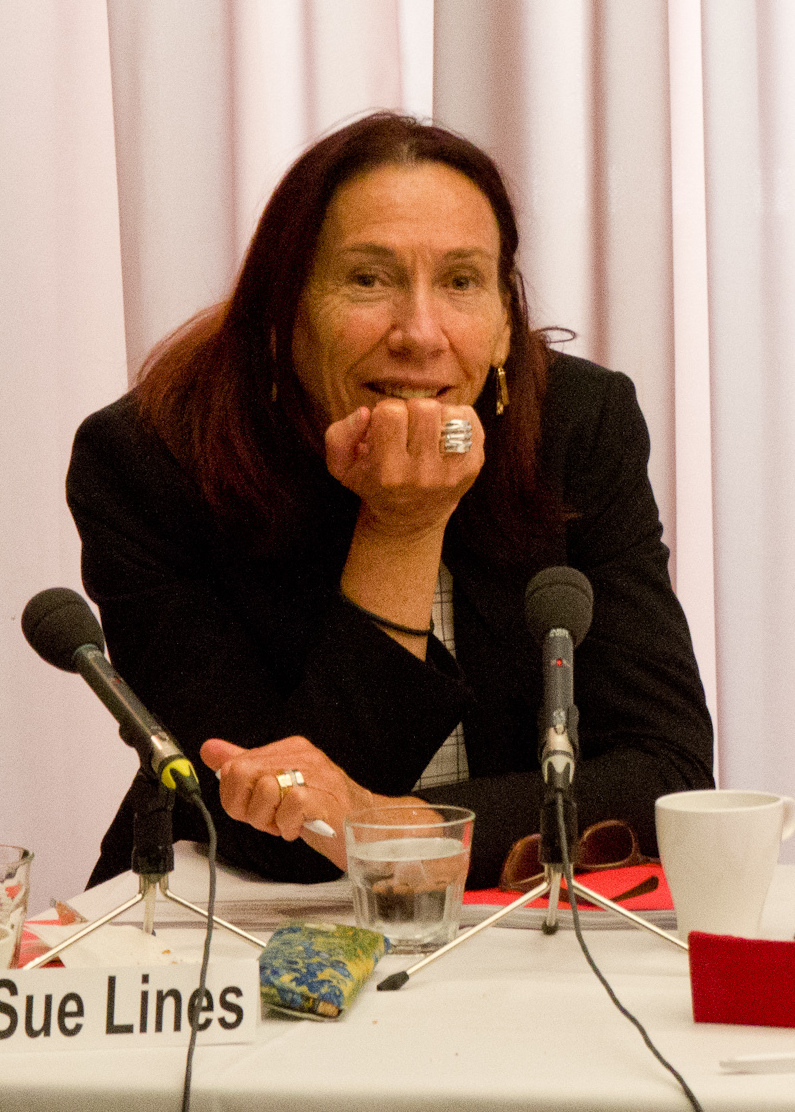
Senatspräsidentin Sue Lines, deren Stellvertreter Andrew McLachlan seit 2022 ist.

Zu Beginn seiner Senatszugehörigkeit war er in der 46. Legislaturperiode zwischen dem 11. Februar 2020 und dem 11. April 2022 Mitglied des Gemeinsamen Parlamentarischen Satzungsausschusses für Menschenrechte sowie vom 26. August 2020 bis zum 26. Juli 2022 vorübergehender Vorsitzender der Ausschüsse. Des Weiteren war er vom 13. Mai 2021 und dem 11. Mai 2022 Mitglied des Gemeinsamen Ständigen Parlamentsausschusses für die Parlamentsbibliothek und Mitglied der Gemeinsamen Parlamentarischen Satzungsausschüsse für Strafverfolgung sowie für öffentliche Finanzen und Rechnungsprüfung. Ferner fungierte er in dieser Legislaturperiode zwischen dem 20. Oktober 2021 und dem 25. Juli 2022 Mitglied des Ständigen Senatsausschusses für Privilegien sowie zudem vom 2. Dezember 2021 bis zum 11. April 2022 Vorsitzender des Gemeinsamen Parlamentarischen Satzungsausschusses für die Australische Kommission für Integrität der Strafverfolgung. Außerdem war er zuletzt vom 29. März bis zum 11. April 2022 noch kurzzeitig Mitglied des Gemeinsamen Parlamentarischen Auswahlausschusses für parlamentarische Standards.
Nach der Parlamentswahl vom 21. Mai 2022 wurde Andrew McLachlan zu Beginn der 47. Legislaturperiode am 26. Juli 2022 als Nachfolger der zur Senatspräsidentin gewählten Sue Lines als Deputy President of the Senate stellvertretender Präsident des Bundessenats und fungiert seither als Chair of Committees in Personalunion als Vorsitzender der Ausschüsse. Des Weiteren ist er seit dem 26. Juli 2022 Vorsitzender des Ständigen Senatsausschusses für Verfahren, stellvertretender Vorsitzender des Ständigen Hauptausschusses des Senats sowie stellvertretender Vorsitzender des Ständigen Senatsausschusses für Mittel, Personal und Sicherheit. Er ist ferner seit dem 26. Juli 2022 Mitglied des Gemeinsamen Ständigen Parlamentsausschusses für die Bundeshauptstadt und Außengebiete sowie seit dem 20. Juni 2023 auch noch Mitglied des Gemeinsamen Ständigen Parlamentsausschusses für auswärtige Angelegenheiten, Verteidigung und Handel.